# دانشگاه نبراسکا وسلین
دانشگاه نبراسکا وسلین (به انگلیسی: Nebraska Wesleyan University) یک دانشگاه در ایالات متحده آمریکا است که در نبراسکا واقع شده‌است.